# National Rugby League 1965
La New South Wales Rugby Football League de 1965 fue la 58.ª edición del torneo de rugby league más importante de Australia.

## Formato
Los clubes se enfrentaron en una fase regular de todos contra todos, los cuatro equipos mejor ubicados al terminar esta fase clasificaron a la postemporada.
Se otorgaron 2 puntos por el triunfo, 1 por el empate y ninguno por la derrota.

## Desarrollo

### Tabla de posiciones
| Pos. | Equipo                        | Encuentros | Encuentros | Encuentros | Encuentros | Tantos | Tantos | Tantos | Puntos |
| Pos. | Equipo                        | PJ         | PG         | PE         | PP         | F      | C      | Dif    | Puntos |
| ---- | ----------------------------- | ---------- | ---------- | ---------- | ---------- | ------ | ------ | ------ | ------ |
| 1    | St. George Dragons            | 18         | 15         | 0          | 3          | 394    | 142    | +252   | 30     |
| 2    | North Sydney Bears            | 18         | 11         | 2          | 5          | 318    | 218    | +100   | 24     |
| 3    | Parramatta Eels               | 18         | 11         | 1          | 6          | 243    | 220    | +23    | 23     |
| 4    | South Sydney Rabbitohs        | 18         | 11         | 0          | 7          | 227    | 205    | +22    | 22     |
| 5    | Balmain Tigers                | 18         | 10         | 1          | 7          | 223    | 211    | +12    | 21     |
| 6    | Newtown Jets                  | 18         | 8          | 3          | 7          | 212    | 210    | +2     | 19     |
| 7    | Manly-Warringah Sea Eagles    | 18         | 6          | 0          | 12         | 228    | 235    | -7     | 12     |
| 8    | Western Suburbs Magpies       | 18         | 6          | 0          | 12         | 181    | 244    | -63    | 12     |
| 9    | Canterbury-Bankstown Bulldogs | 18         | 5          | 0          | 13         | 194    | 331    | -137   | 10     |
| 10   | Eastern Suburbs               | 18         | 3          | 1          | 14         | 149    | 353    | -204   | 7      |

|  | Postemporada. |

### Postemporada

#### Semifinales
| 28 de agosto | Parramatta Eels | 2 - 17 | South Sydney Rabbitohs |  |  |

| 4 de septiembre | St. George Dragons | 47 - 7 | North Sydney Bears |  |  |

#### Final preliminar
| 11 de septiembre | North Sydney Bears | 9 - 14 | South Sydney Rabbitohs |  |  |

#### Final
| 18 de septiembre | St. George Dragons | 12 - 8 | South Sydney Rabbitohs | Sydney Cricket Ground, Sídney   |  |
|                  |                    |        |                        | Asistencia: 78.129 espectadores |  |

| Bandera de Australia       |
| Campeón St. George Dragons |
| Décimo segundo título      |